# 宿坊大橋
宿坊大橋（しゅくぼうおおばし）は、富山県富山市の赤江川（井田川水系）に架かる新婦スーパー農道（開通当時）の橋である。
橋の名称は、橋の所在する地名からとられた。

## 橋データ
- 左岸：富山県富山市山田宿坊（沢連）[3]
- 右岸：富山県富山市山田宿坊（柳川）[3]
- 用途：道路橋（一等橋）[3]
- 路線名：新婦スーパー農道[1]
- 発注者：富山県富山農地林務事務所[3]
- 設計者：高島コンサルタント[3]
- 施工者：川田建設[3]（上部工）、佐藤工業・婦中興業宿坊大橋下部工事共同企業体[4]。
- 形式：5径間連続ラーメン橋[3]
- 全長：470 m[3]
- 幅：8.75 m（車道6.25 m、歩道1.5 m）[3]
- 桁下高：3.63 m[3]
- 最大支間長：140 m[3]
- 橋脚数：6[3]
- 付属設備：消雪工、照明設備[4]
- 総事業費：22億3348万4000円（下部工6億5611万円、上部工14億2655万円、架設工その他1億5082万4000円）[4]

## 概要
新婦スーパー農道新婦2期地区。として1989年（平成元年）12月に事業着手し、1991年（平成3年）9月より本格着手、同年10月28日より上部工の安全祈願祭が挙行された。
1992年（平成4年）6月16日には、仮称であった宿坊大橋の名称を正式名称として決定し、1994年（平成6年）3月24日に上部工桁閉合式が挙行された。
1995年（平成7年）3月に竣工し、同年11月1日に右岸付近の新婦トンネルと共に開通した。これにより山田村（当時）沢連と大沢野町（当時）上大久保の国道41号のアクセスが容易になった
架橋地点が地滑り地帯であったことから、橋台および橋脚は杭基盤とし深礎工法、橋台はケーシング工法にて施工、さらに橋脚を少なくするため、場所打片持架設工法を採用した。